# Вуно
Вуно̀ (на гръцки: Βουνό; на турски: Yukarı Taşkent) е село в Кипър, окръг Кирения. Според статистическата служба на Северен Кипър през 2011 г. селото има 299 жители.
Де факто е под контрола на непризнатата Севернокипърска турска република.